# Neszta
A Neszta női névnek három magyarázata létezik. 1. Az Ágnes walesi eredetű beceneve, 2. a Nyeste alakváltozata, 3. az Anasztázia beceneve.

## Rokon nevek
Nasztázia, Anasztázia, Nyeste, Ágnes

## Gyakorisága
Az újszülötteknek adott nevek körében az 1990-es években szórványos volt. A 2000-es és a 2010-es években sem szerepelt a 100 leggyakrabban adott női név között.
A teljes népességre vonatkozóan a Neszta sem a 2000-es, sem a 2010-es években nem szerepelt a 100 leggyakrabban viselt női név között.

## Névnapok
április 15., április 17.